# Gallowaiina
Gallowaiina, en ocasiones erróneamente denominado Gallowayinella, es un género de foraminífero bentónico de la subfamilia Boultoniinae, de la familia Schubertellidae, de la superfamilia Fusulinoidea, del suborden Fusulinina y del orden Fusulinida. Su especie tipo es Gallowaiina meitiensis. Su rango cronoestratigráfico abarca el Changshingiense (Pérmico superior).

## Discusión
Clasificaciones más recientes incluyen Gallowaiina en la superfamilia Schubertelloidea, y en la subclase Fusulinana de la clase Fusulinata.

## Clasificación
Gallowaiina incluye a las siguientes especies:
- Gallowaiina evoluta †
- Gallowaiina meitiensis †